# Лопок (район)
Лопо́к (індонез. Lopok) — один з 24 районів округу Сумбава провінції Західна Південно-Східна Нуса у складі Індонезії. Розташований у центральній частині. Адміністративний центр — село Лопок.
Населення — 17870 осіб (2012; 17564 в 2010).

## Адміністративний поділ
До складу району входять 7 сіл:
| Населений пункт  | Населення, осіб (2010) |
| ---------------- | ---------------------- |
| Берора, село     | 3042                   |
| Лангам, село     | 4001                   |
| Лопок, село      | 3767                   |
| Лопок-Беру, село | 1223                   |
| Мама, село       | 2167                   |
| Пунгкіт, село    | 2095                   |
| Татеде, село     | 1269                   |